# Kotlearivske, Sînelnîkove
Kotlearivske (în ucraineană Котлярівське) este un sat în comuna Șevcenkivske din raionul Sînelnîkove, regiunea Dnipropetrovsk, Ucraina.

## Demografie
Componența lingvistică a localității Kotlearivske
     Ucraineană (92,81%)
     Rusă (7,19%)
Conform recensământului din 2001, majoritatea populației localității Kotlearivske era vorbitoare de ucraineană (92,81%), existând în minoritate și vorbitori de rusă (7,19%).